# 韩绍文
韩绍文（？—？），幽州安次縣人，辽国汉族官员。韩延徽的曾孙。
重熙十二年（1043年）十一月，辽国派左监门卫上将军萧慎微、礼部侍郎韩绍文持节至高丽王朝备礼册命。重熙十六年（1047年）四月，辽国派安肃军节度使萧德润、给事中韩绍文到宋朝进贺乾元节。清宁元年（1055年）十二月，以参知政事、同知枢密院事韩绍文为上京留守。韩绍文官至守太子太师、同中书门下平章事、鲁国公。其孙韓資道。